# 120-mm-Haubitze Krupp 1905

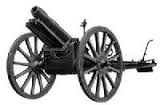
120 mm Krupp M1905

Die 120-mm-Haubitze M1905 war ein Artilleriegeschütz, welches vor dem Ersten Weltkrieg von der Firma Krupp entwickelt worden war. Es wurde von Krupp an andere Nationen exportiert und kam im Krieg auf deutscher Seite zum Einsatz.

## Geschichte

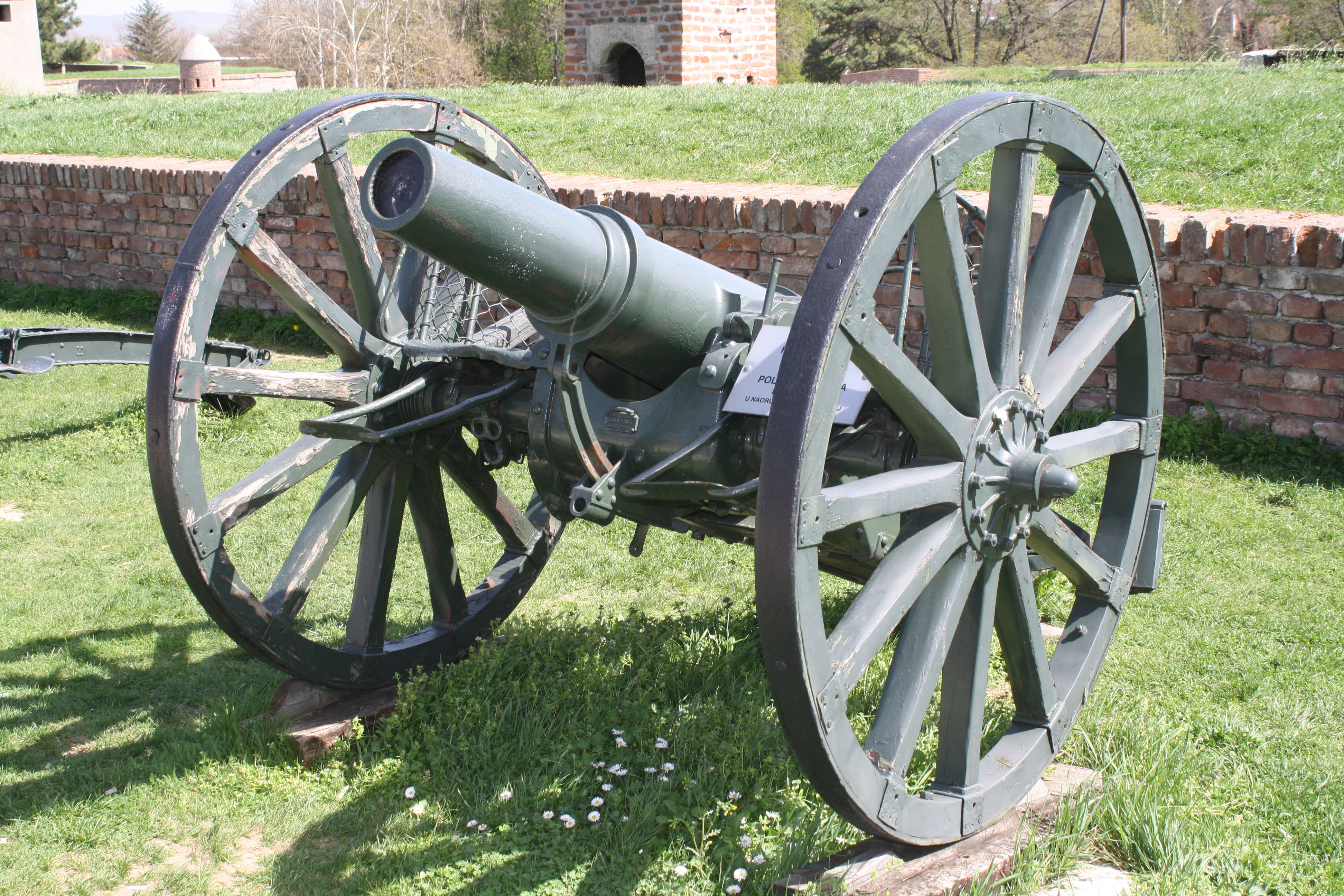
Vorläufergeschütz ohne Rohrrücklauf 12 cm Haubitze Krupp M97

Die 120-mm-Haubitze 1905 gehört zu den frühen Rohrrücklaufgeschützen des Hauses Krupp. Nachdem in Frankreich bereits 1897 die Canon de 75 Modell 1897 als eines der ersten in Serie gebauten Rücklaufgeschütze eingeführt worden war, setzte man in Deutschland nicht zuletzt durch die starke Lobby-Arbeit des Hauses Krupp weiterhin auf Geschütze ohne Rücklaufmechanik. Schon 1888 hatte Konrad Haußner, ein Ingenieur aus dem Hause Krupp, einen entsprechenden Entwurf für ein Geschütz mit Rohrrücklauf im eigenen Unternehmen vorgelegt. Doch wurde dieser abgelehnt. Das Haus Gruson, 1893 von Krupp gekauft, hatte jedoch zuvor einen Auftrag für ein Geschütz nach dem Patent von Haußner erhalten. Ein Versuchschießen auf dem Schießplatz Meppen verlief nicht zur Zufriedenheit der beurteilenden Behördenvertreter der Artillerieprüfungskommission. Das Geschütz wurde nicht eingeführt.
Der Ingenieur Haußner ging zur Firma Erhardt und begann dort mit der Entwicklung von Rücklaufgeschützen und nach den ersten kommerziellen Erfolgen von Erhardt, bei denen Geschütze ins Ausland verkauft wurden, begann in Deutschland langsam ein Umdenken.
Die M1905 wurde, worauf der Name hinweist, im Jahre 1905 entwickelt. Sie war nun ein sehr fortschrittliches Modell für ihre Zeit und war sehr beliebt. Die Firma Krupp hatte immer eine Anzahl auf Lager, um potentielle Kunden direkt beliefern zu können und Wartezeiten zu vermeiden. Abnehmerländer waren unter anderem die Türkei und Japan.

## Technik

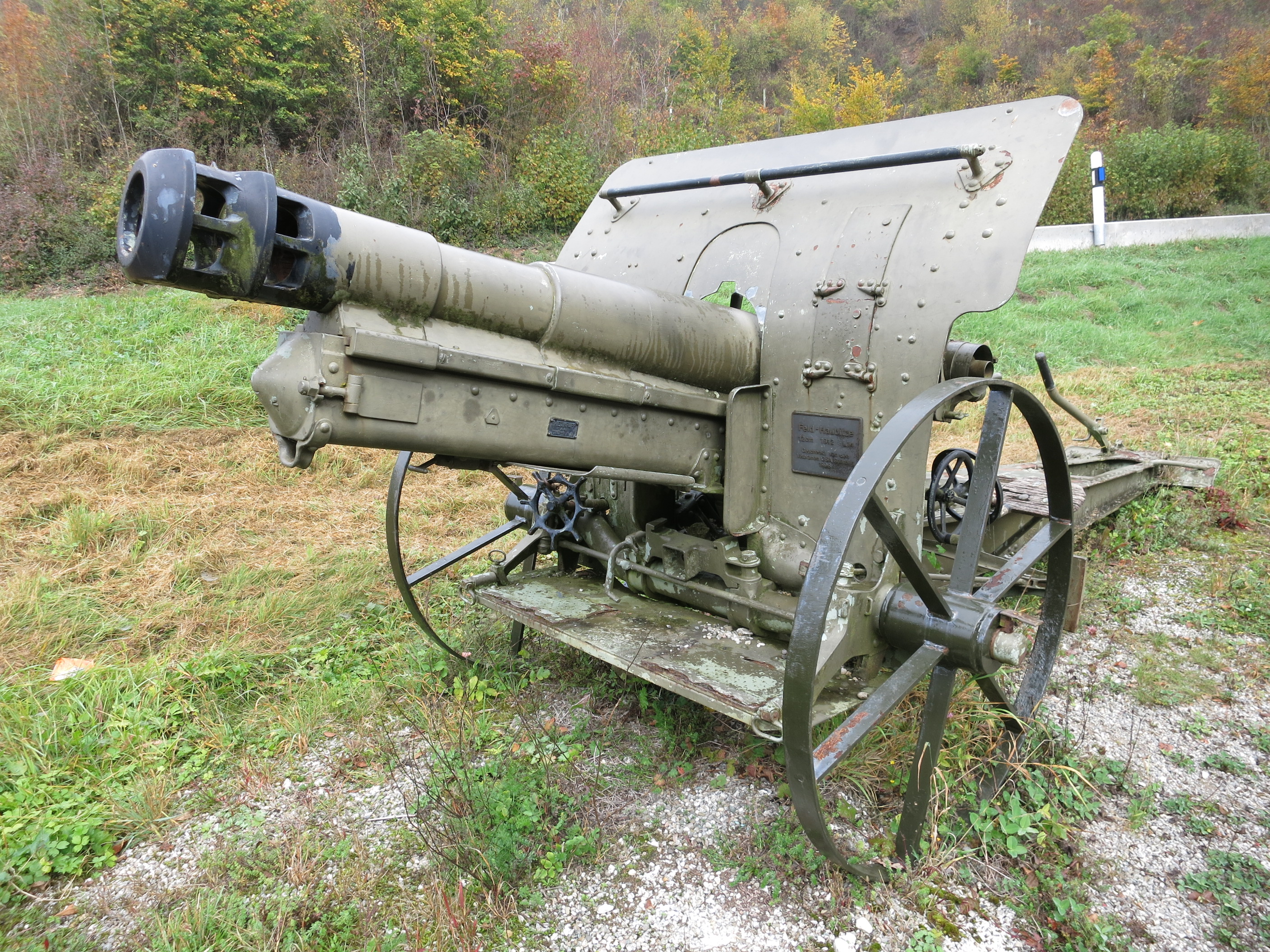
Nachfolge Geschütz 12 cm Feldhaubitze 1912 L/14

Das Geschütz selbst lag in einer Rohrführung, die auf einer einfachen Bodenplatte montiert war. Ein einzelner Holm mit einem Erdspaten, der sich bei der Schussabgabe in die Erde grub, verhinderte, dass das Geschütz jedes Mal verrutschte und neu gerichtet werden musste. An der Bodenplatte war auch die für den Transport benötigte Achse mit einfachen Speichenrädern befestigt. Die 12-cm-Feldhaubitze 1912/39 L14 war eine nachfolgende Entwicklung.

## Einsatz
Wie bei den meisten Geschützen ihrer Zeit war die Haubitze ohne einen Schutzschild ausgerüstet. Das setzte die Bedienung etwaiger Splitterwirkung aus. Als die Fronten des Ersten Weltkrieges 1914 im Stellungskrieg erstarrten, wurde die Artillerie in befestigten Stellungen eingegraben. Damit fiel dieser Nachteil weg.
Die Haubitze wurde während des gesamten Krieges bei der mittleren Artillerie des Heeres eingesetzt, obwohl die Waffe ab 1916 vom Aufbau bereits veraltet war. Einer der hervorstechendsten Nachteile war die sehr kurze Höchstschussweite. Sie zwang die Bedienungen der M1905 in stark gedeckte Stellungen nahe der eigentlichen Frontlinie. Dort waren sie aber dem Gegenfeuer französischer Batterien ausgesetzt.

## Technische Daten
- Kaliber: 120 mm
- Gewicht: 1.125 kg
- Höhenrichtbereich: 0° bis +42°
- Mündungsgeschwindigkeit: 275 m/s
- Höchstschussweite: 5.800 m